# Вулиця Максима Левіна (Київ)
Ву́лиця Макси́ма Ле́віна — вулиця в Солом'янському районі міста Києва, місцевість Чоколівка. Пролягає від Смілянської вулиці до кінця забудови.

## Історія
Вулиця виникла на початку XX століття під назвою Лермонтовська, у 1944 році була перейменована на вулицю Нестерова (у довіднику «Вулиці Києва» 1958 року вказано попередню назву — Нестеровська вулиця). Назву Багратіона (на честь російського генерала Петра Багратіона — героя французько-російської війни 1812 року) вулиця набула 1955 року.
Початково пролягала від вулиці Володимира Сікевича до Волинської вулиці. Наприкінці 1970-х — на початку 1980-х років у зв'язку з ліквідацією малоповерхової забудови вулиця була скорочена і втратила сполучення з Молодогвардійською та Волинською вулицями, зберігши лише свою середню частину. Наразі вулиця Багратіона існує у вигляді внутрішньоквартального проїзду між промисловими спорудами та має сполучення лише з паралельною до неї Смілянською вулицею, до якої веде короткий проїзд.
У довіднику «Вулиці Києва» 1995 року була наведена в переліку вулиць, провулків і площ, що зникли в 2-й половині 1970–90-х років у зв'язку зі знесенням старої забудови, переплануванням місцевості або виключенням назви з ужитку. В 2010-х роках вулиця знову з'явилася в документах міста, її було включено до офіційного довідника «Вулиці міста Києва» 2015 року та містобудівного кадастру, а також позначено на деяких електронних картах.
Сучасна назва на честь українського фотокореспондента, вбитого російськими загарбниками у березні 2022 року на Київщині Максима Левіна — з 2022 року.